# Mocna kawa wcale nie jest taka zła
Mocna kawa wcale nie jest taka zła – średniometrażowa etiuda filmowa z 2014 roku w reżyserii Aleksandra Pietrzaka, zrealizowana na podstawie jego autorskiego scenariusza. Zdjęcia kręcono we wsi Olszewnica Nowa koło Wieliszewa.

## Fabuła
Głównymi bohaterami filmu są mieszkający na wsi Jacek (Marian Dziędziel) i jego długo niewidziany syn Łukasz (Wojciech Mecwaldowski). Obaj są w stanie konfliktu między sobą. W ich pogodzeniu pomaga im żyjąca z Jackiem od kilku lat, energiczna kobieta Wanda (Dorota Pomykała).

## Produkcja
Reżyserem filmu był urodzony w Płocku Aleksander Pietrzak, który dzięki tamtejszym znajomościom mógł zmniejszyć koszty produkcji swego filmu dyplomowego. Przykładowo, film został objęty honorowym patronatem prezydenta Płocka i otrzymał dofinansowanie w wysokości 5 tysięcy złotych. Płocka spółka Peklimar w ramach barteru przyznała Pietrzakowi wiele kilogramów mięsa i przetworów mięsnych, które posłużyły do celów cateringowych.

## Nagrody
| Rok  | Festiwal/instytucja                    | Nagroda                                                         | Nominowani          | Wynik     |
| ---- | -------------------------------------- | --------------------------------------------------------------- | ------------------- | --------- |
| 2014 | Lubuskie Lato Filmowe                  | Złote Grono w kategorii krótkich filmów fabularnych             | Aleksander Pietrzak | Wygrana   |
| 2014 | Solanin Film Festiwal                  | Grand Prix                                                      | Aleksander Pietrzak | Wygrana   |
| 2014 | Festiwal Filmu i Sztuki „Dwa Brzegi”   | Nagroda Główna w Niezależnym Konkursie Filmów Krótkometrażowych | Aleksander Pietrzak | Wygrana   |
| 2014 | Festiwal Filmów Polskich w Los Angeles | Nagroda „Bridging The Borders Award”                            | Aleksander Pietrzak | Wygrana   |
| 2015 | Kapituła Nagród im. Jana Machulskiego  | Nagroda im. Jana Machulskiego za najlepszą reżyserię            | Aleksander Pietrzak | Nominacja |
| 2015 | Kapituła Nagród im. Jana Machulskiego  | Nagroda im. Jana Machulskiego za najlepszy montaż               | Mateusz Rybka       | Nominacja |